# Marduk-zākir-šumi I.

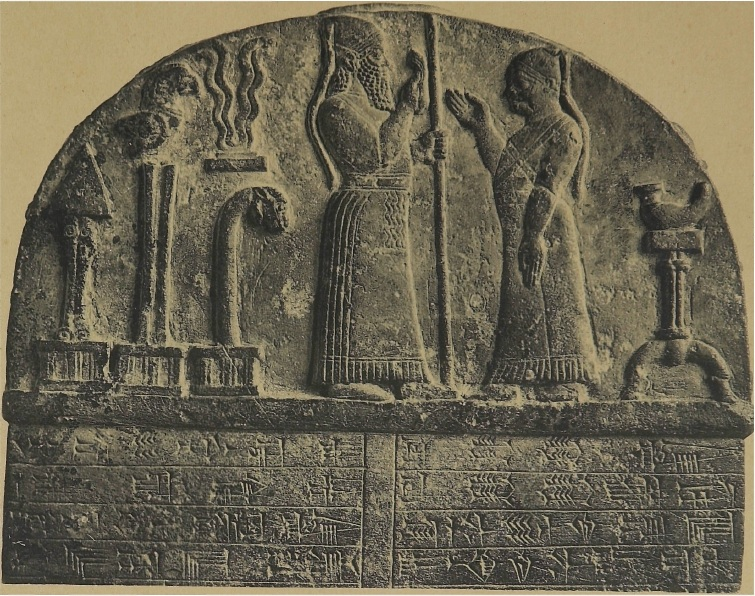
Ein Kudurru aus dem 2. Jahr der Herrschaft von Marduk-zākir-šumi, über eine Schenkung an den Eanna-Tempel in Uruk

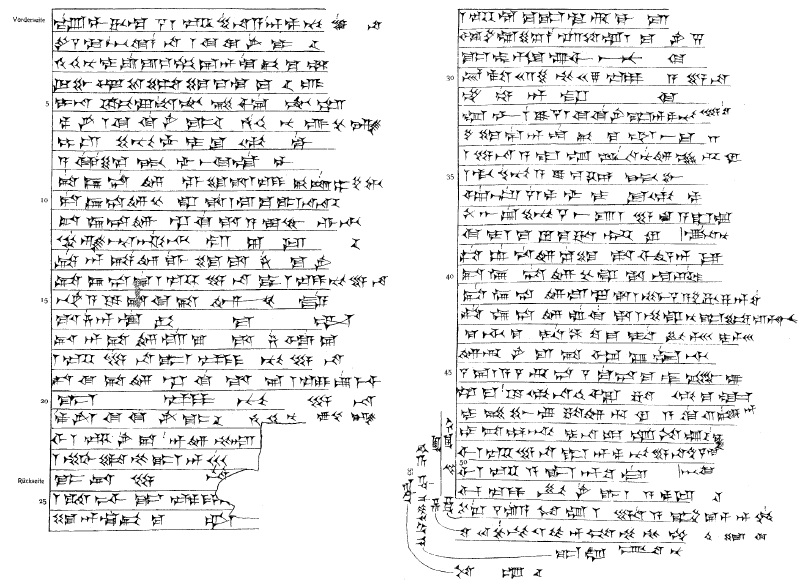
Ein Kudurru aus dem 11. Jahr der Herrschaft von Marduk-zākir-šumi, über einen Landverkauf bei Dilbat

Marduk-zākir-šumi (auch Mardukzakirschum) regierte von 851 bis 824 v. Chr. als babylonischer König. Er folgte als 7. König der 9. Dynastie des mittelbabylonischen Reiches auf seinen Vater Nabû-apla-iddina und vererbte den Thron an seinen Sohn Marduk-balāssu-iqbi.

## Leben
Zu Beginn seiner Regierungszeit rebellierte sein jüngerer Bruder Marduk-bēl-ušati und errichtete ein Gegenregime in der Region Diyāla, welches aber nur von kurzer Dauer war. Den Ausschlag zugunsten von Marduk-zākir-šumi gab die Unterstützung durch das assyrische Reich. König Salmānu-ašarēd III. kam der Bitte um Unterstützung nach und in der Folgezeit führten beide gemeinsam zwei Feldzüge gegen den Thronräuber. Deren Verlauf ist auf dem berühmten schwarzen Obelisken festgehalten, den der Archäologe Austen Henry Layard im Jahr 1846 in Nimrud in den Ruinen der Hauptstadt des assyrischen Reiches gefunden hat. Im ersten Feldzug konnte zwar das Heer des jüngeren Bruders in offener Feldschlacht besiegt werden, er selbst fand aber Zuflucht hinter den Mauern von Ganannate. Die Stadt wurde schließlich in einem zweiten Feldzug erobert und auch Arman, wohin Marduk-bēl-ušati mit einigen seiner Offiziere inzwischen geflohen war, fiel nach einer Belagerung.
Ein Relief am Thron von Salmānu-ašarēd III. zeigt ihn, wie er die Hand Marduk-zâkir-šumis ergreift, um das Bündnis öffentlich zu bezeugen. Flankiert werden die Könige von zwei bartlosen Knaben, bei denen es sich offenbar um die jungen Kronprinzen Šamši-Adad V. und Marduk-balāssu-iqbi von Babylon handelt. Ob aus Dankbarkeit oder politischer Einsicht, angesichts der ständig wachsenden Bedrohung beider Reiche durch ihre Nachbarn, seine Annäherung scheint auf längere Dauer angelegt zu sein. Einige Jahre später verheiratete er den Kronprinzen mit der babylonischen Prinzessin Šammuramat, die wohl eine Tochter Marduk-zākir-šumis gewesen sein muss.
In seinen letzten Regierungsjahren erhielt er die Gelegenheit, sich beim assyrischen König zu revanchieren, als dessen ältester Sohn Aššur-danin-apla mit der Unterstützung zahlreicher Städte im Jahr 826 v. Chr. einen Aufstand gegen seinen Vater führte. Salmānu-ašarēd III. war zeitweilig in seiner Hauptstadt Kalah isoliert und wäre ohne die Hilfe des babylonischen Bündnispartners nicht mehr Herr der Lage geworden. Marduk-zākir-šumi scheint jedoch die Schwäche des Nachbarn schamlos ausgenutzt zu haben. Ein fragmentarisch erhaltener Vertrag zwischen ihm und Šamši-Adad V., der nach dem Tod des Vaters den Bürgerkrieg weiterführte, nennt nur die babylonischen Gottheiten Marduk und Nabû, während der Gott Aššur fehlt. Darüber hinaus wird der assyrische Vertragspartner ohne Königstitel genannt und in den Rang eines Vasallen heruntergestuft. Ein beachtlicher Machtgewinn Babylons, der sich aber nicht lange halten ließ. Nachdem Šamši-Adad V. und dessen Sohn Adad-nīrārī III. das assyrische Reich wieder gefestigt hatten, kehrten sie das Verhältnis unter seinem Sohn und Nachfolger Marduk-balāssu-iqbi um und Babylon wurde zu ihrem Vasall. Ungeachtet ihrer verwandtschaftlichen Beziehung auch durch die tatkräftige Mitwirkung von Šammuramat, von der angenommen wird, dass sie das historische Vorbild zur Legende von Semiramis gewesen ist.